# Terry Kuntz
Theron « Terry » Kuntz, né le 25 décembre 1953, à Fort Atkinson, est un concepteur de jeux qui fut l'un des premiers associés de Gary Gygax ainsi qu'un des employés de TSR.

## Biographie
Terry Kuntz est né à Fort Atkinson le 25 décembre 1953. Sa famille déménage à Lake Geneva en 1955. Dès l'âge de 15 ans, Terry s'implique dans le jeu de figurines, auquel l'initie son frère Robert, qui joue aux figurines et aux jeux de plateau avec son nouvel ami, Gary Gygax. Tous les trois jouent des batailles de figurines chez Gygax, sur son plateau décoré. Comme Gygax et son frère, Terry est membre de la Lake Geneva Tactical Studies Association (en).
Au début des années 1970, Terry, Rob et Don Kaye, un ami de et Gygax, se joignent aux enfants de Gygax, Ernie et Elise, pour la seconde session du nouveau jeu de Gygax, le jeu de rôle fantastique Donjons et Dragons. Don Kaye joue Murlynd, Rob Kuntz joue Robilar et Terry Kuntz joue Térik. Terry concevra plus tard le monstre connu sous le nom de Tyrannœil dont Gygax donnera les détails pour la publication. Terry créera également l'épée magique « voleuse de vie. »
Kuntz sort diplômé de la faculté en 1974, avec un diplôme professionnel en mechanical drafting and design, mais a du mal à trouver du travail dans cette branche. Courant 1974, TSR propose à Terry un emploi au sein de la société pour aider à concevoir les règles, les jeux et à gérer The Dungeon Hobby Shop. Il rejoint TSR en 1975:8.

## Premières créations
- Participe au développement du "proto jeu de rôle", la campagne de Castle Greyhawk;
- Wargaming: A Moral Issue?, pour Dragon magazine;
- The Maze of Zayene, aventure pour D&D;
- The Empire of Zothar, variante pour D&D;
- Twilight of the Gods, jeu de plateau;
- Treasure Search, jeu de plateau (perdu).